# 卡斯特尔区
卡斯特尔区（法語：arrondissement de Castres）是法国奧克西塔尼大區塔恩省所辖的一个区。总面积3026.2平方公里，总人口195817，人口密度65人/平方公里（2017年）。主要城镇为卡斯特尔。

## 辖区
卡斯特尔区辖有151个市镇。